# Maisoncelle
Maisoncelle település Franciaországban, Pas-de-Calais megyében. Lakosainak száma 121 fő (2022. január 1.). Maisoncelle Tramecourt, Ambricourt, Azincourt, Béalencourt, Blangy-sur-Ternoise és Tilly-Capelle községekkel határos.

## Népesség
A település népességének változása:
| Lakosok száma | 128  | 128  | 133  | 125  | 123  | 121  | 121  | 121  | 121  |
|               | 2013 | 2015 | 2016 | 2017 | 2018 | 2019 | 2020 | 2021 | 2022 |